# وادوان
وادوان (به انگلیسی: Wadhwan) یک منطقهٔ مسکونی در هند است که در Wadhwan Taluka واقع شده‌است. وادوان ۷۵٬۷۵۵ نفر جمعیت دارد.